# صبح آوریل
صبح آوریل (به انگلیسی: April Morning) نام رمانی است که توسط هوارد فاست، نویسندهٔ اهل ایالات متحده آمریکا نوشته شده‌است. این کتاب را حسن پستا به فارسی ترجمه کرده‌است.